# あづま食品
あづま食品株式会社（あづましょくひん）は栃木県宇都宮市に本社を置く納豆を製造する企業。

## 沿革
- 1950年8月-あづま納豆店を宇都宮市で創業。
- 1973年7月-あづま食品有限会社を設立。
- 1975年6月-茨城県北西部一帯で栽培していた極小粒大豆を栃木県に導入。
- 同年9月-全国納豆のモデル工場として農林省並びに栃木県食品工業指導所などの研究開発のもとに完全自動方式を採用。第一期生産設備、日産10万食の能力をもつ関堀工場を完成する。
- 1981年3月-組織を変更し、社名をあづま食品株式会社とする。
- 1983年3月-新工場完成（栃木工場）同年5月操業開始。あづま食品全国展開スタート。
- 1992年7月-東京都港区高輪に営業所を設立。
- 1993年6月-関西、北陸、東海地区の拠点として三重工場建設、操業開始。
- 1997年2月-関堀工場を業務用納豆製造専用工場として操業開始。
- 2006年10月-東北地区の拠点として郡山工場建設、操業開始。

## 工場
- 郡山工場（福島県郡山市）
- 栃木工場（栃木県宇都宮市）
- 関堀工場（栃木県宇都宮市）
- 三重工場（三重県いなべ市）

## 営業所・出張所
- 東京、他計13箇所